# シモン・ステヴィン

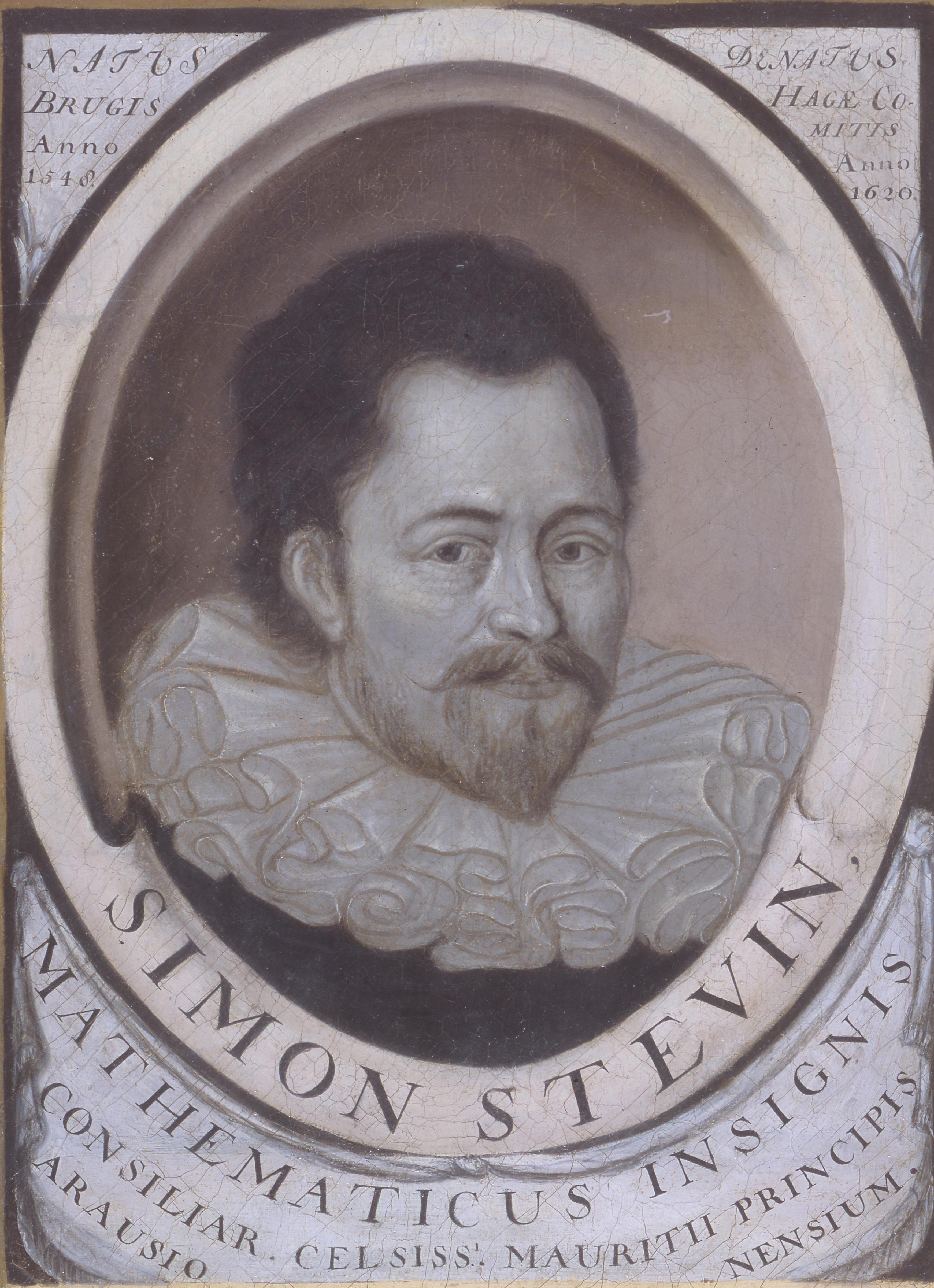
シモン・ステヴィン

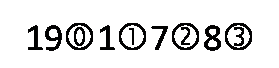
ステヴィンが考案した小数

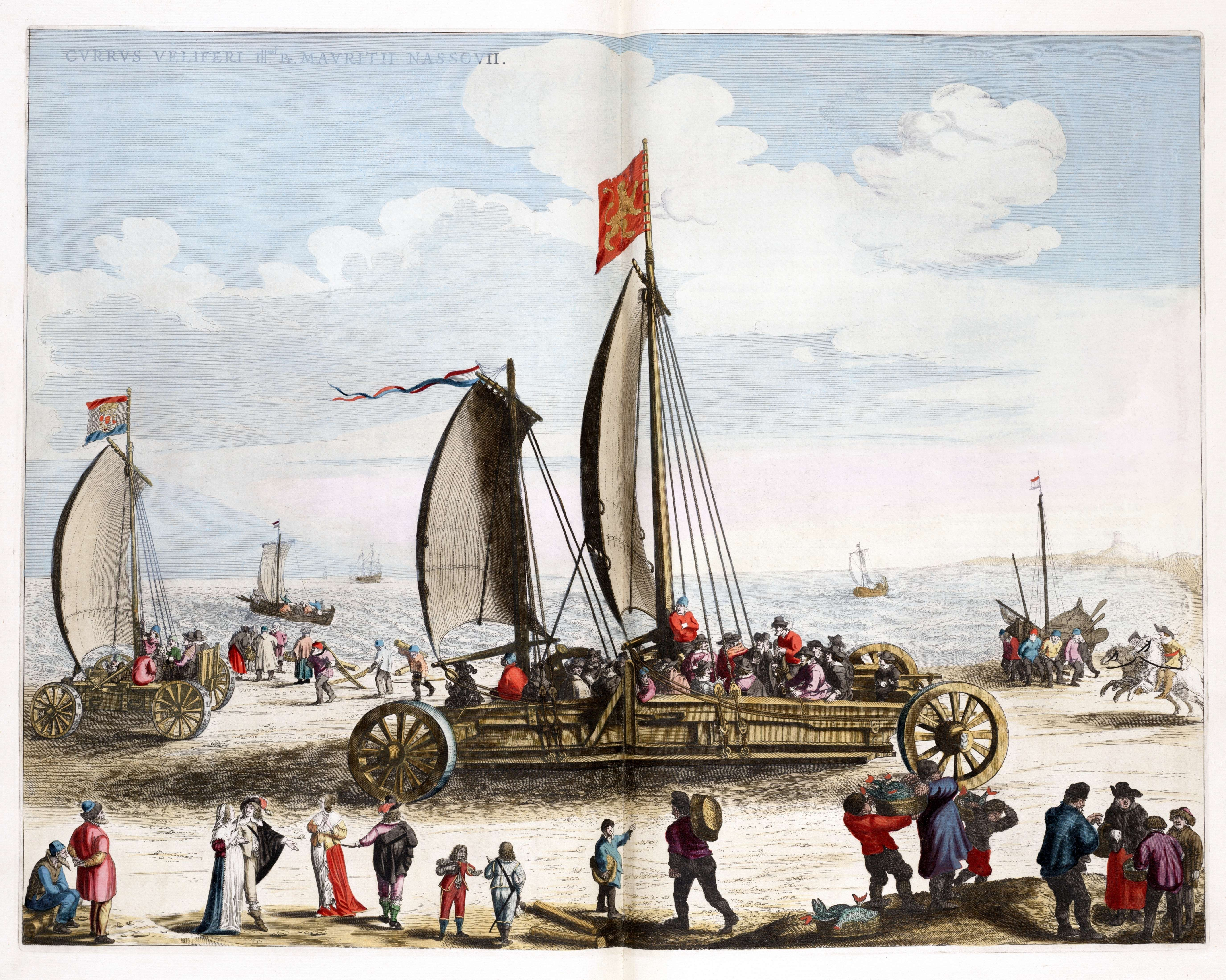
16世紀にステヴィンが製作した船

シモン・ステヴィン（Simon Stevin、1548年 - 1620年）は、フランドル（現:ベルギー）ブルッヘ出身の数学者、物理学者、会計学者、オランダ軍主計将校。
イタリアの天文学者、哲学者、物理学者であるガリレオ・ガリレイよりも早く落下の法則を発見し、また、ヨーロッパで初めて小数を提唱したとして名高い。また、力の平行四辺形の法則の発見者としても名高い。

## 生涯・人物

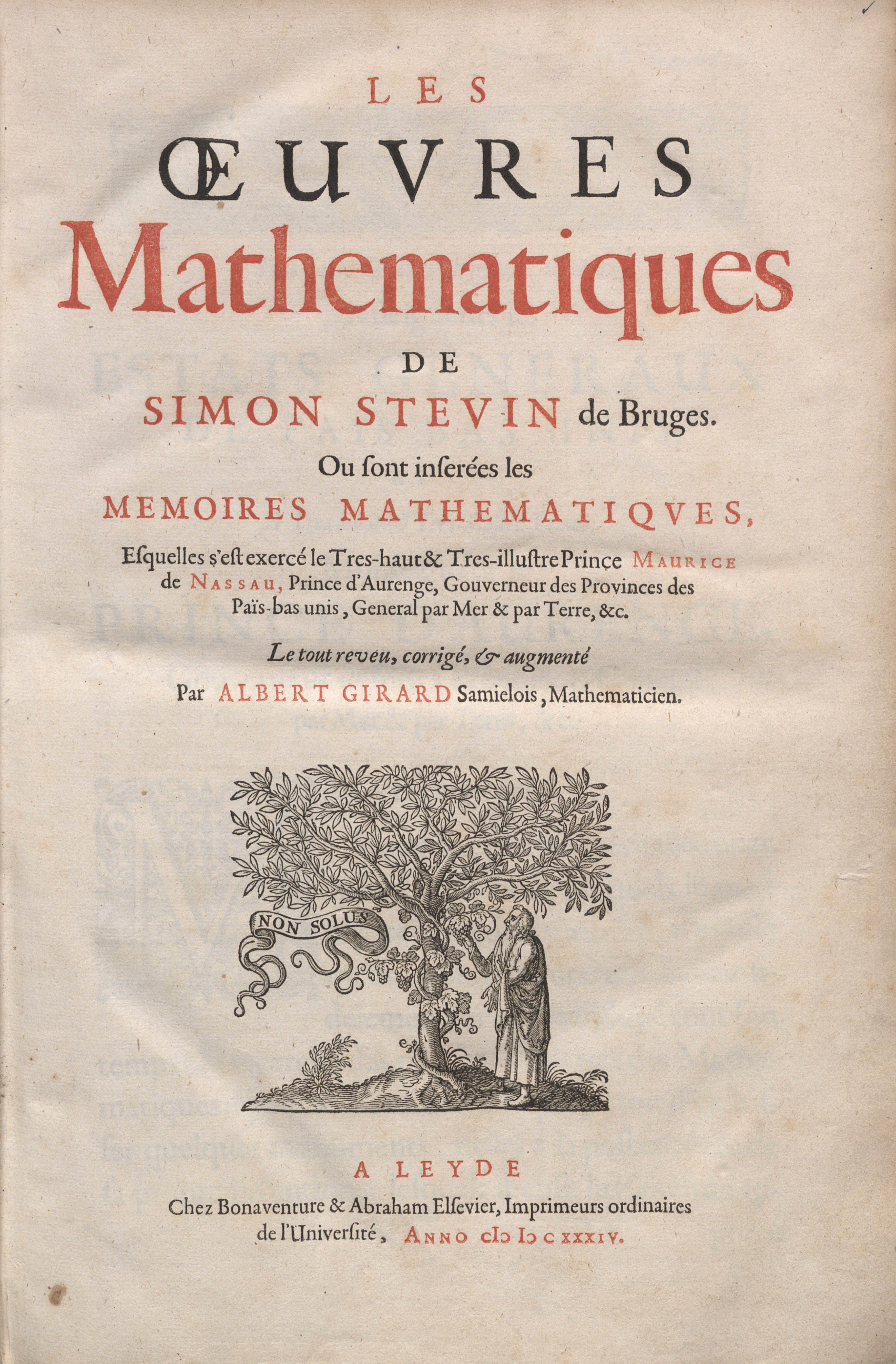
Oeuvres mathematiques, 1634

若い頃のことは詳しくわかっていないが1548年にアントン・ステヴィンの私生児としてブルッヘに生まれ、少年時代を母親の手ひとつで育てられていること、1577年時点で、生まれ故郷ブルッヘの財務局に勤めていることなどが知られている。その以前はアントワープで簿記会計の仕事についていたとされたり、1571年ごろから10年ものあいだポーランドやプロシア、ノルウェーと各地を旅していたともされる。この説によって、アルバ公による宗教迫害が放浪の契機となったと考えられている。
ステヴィンが北オランダに住むようになってから以降の動向は記録により比較的はっきりしている。1581年にライデンに移住しており、地元のライデン大学に在籍。このころ工学分野に関する研究を精力的に行う。1584年には浚渫と排水システムについての考察を実証するべく、デルフト市の当局と交渉をおこない、オランダ議会からその考察に対する特許を与えられている。その後同地では数学の家庭教師をしていた。
オランダ総督のマウリッツと親しくなり、1592年に運河や水門に関する工事を監督して認められて後に軍に勤務した（後述）。1594年には要塞建設に関する本を出版、これによって要塞技術における第一人者としての地位を確立する。その後は財政監督官に任ぜられることになるが、以降は頻繁に防衛と航海に関する調査を委ねられた委員会に加わる。
1600年にはライデン大学工学部創設のための委員長となる。その技術学校ネーデルダウツェ・マティマティーク（Nederduytsche Mathematique）の組織化をはかる一方、教育ではラテン語ではなくフランドル語で講義を行う規定をつくった。
1603年には、マウリッツの推薦により、オランダ陸軍主計総監となり、1620年に亡くなるまでその職に就いた。
1616年に結婚、四子をもうけ、ハーグに居を構えた。1649年に息子のヘンドリックによって編纂された民生問題についての本は、軍事と行政の問題に関する８つの論考のうち、都市構造についてと住宅とその付随部分の構造にする論については父シモンが生前出版に漕ぎ着けなられなかった文の一部である。

## 物理学
1586年には古代ギリシアの数学者、物理学者、技術者、天文学者、発明家のアルキメデスの研究を発展させ『吊り合いの原理(蘭: De beghinselen der weeghconst)』を著した。これには力のベクトル合成の理論、水圧について述べ、てこの原理の証明、数珠を用いた思考実験により永久運動の不可能と斜面の法則について証明して力の平行四辺形の法則の発見に至った。なお、『吊り合いの原理』の付録にはステヴィンが行った実験で、重さが10倍異なる2つの物体を落下させるとほとんど同時に落下すると言う実験結果が示されている。
同年に『水の重さの原理（De Beghinselen des Waterwichts）』を著し、容器の形に関係なく水面は地球の球面と変わらず水の平衡状態に関して力の法則を導いている。1588年、水力学における発明の実用化をめぐり、当時世界的に有名な法学者であるグロチウスの父、ヨハン・コルネッツ・デ・フロートと共同関係を結ぶ。彼らは新しく考察したシステムに従って既存の水車を数多く改良した。

## 数学
1585年に著した『十進法(蘭: De Thiende, 仏: La Disme)』で十進数による小数の理論を提唱した。現在、19.178と表す小数を「19⓪1①7②8」のように表した。また、ステヴィンは他にも加算や減算を表す+や-のように様々な記号を導入した。

## 簿記
1605年に『数学覚書（Wiskonstighe Ghedachtenissen）』を出版し、その中で年次期間損益計算書や精算表について解説しており、会計史や簿記史において重要とされる。同書でステヴィンは、国家の財政管理にも複式簿記を導入することを提案している。

## 音楽理論
ステヴィンは、『Van de Spiegheling der singconst』(ca 1605) という書きかけの原稿で、西洋で初めて2の12乗根に関する平均律について述べている。これは、彼の死から300年後の1884年に出版された。しかしながら、計算の精度は悪く、彼が算出した値の多くは正しい値から 1～2 単位ずれていた。ステヴィンは、ジョゼッフォ・ツァルリーノのかつての弟子であったイタリア人リュート奏者で音楽理論家でもあるヴィンチェンツォ・ガリレイ（ガリレオ・ガリレイの父）や、明の数学者朱載堉の研究に触発された可能性がある。